# Johan I van Zweden
Johan I Sverkersson (?, ca. 1201 - Visingsö, 10 maart 1222) was koning van Zweden van 1216 tot 1222. Hij was de zoon van koning Sverker II en Ingegerd (een dochter van de Jarl Birger Brosa).
Al in 1202 erfde hij van zijn grootvader de titel van Jarl. Toen zijn vader in 1210 stierf was hij nog te jong om het in de strijd om de koningstitel tegen Erik (X) Knutsson op te nemen. Maar na Eriks dood in 1216 werd Johan tot koning gekozen. Doorslaggevend voor zijn keuze was zeker de invloed die de familie van zijn moeder in Zweden had. De kroning vond in 1219 in Linköping plaats nadat hij meerderjarig was geworden.
In de daarop volgende korte regeringsperiode ondernam hij in 1220 een kruistocht naar Estland waarbij zijn naaste getrouwen, de Jarl Karl Döve en bisschop Karl Magnusson, beiden het leven lieten. De kruistochten bezorgden hem aanvankelijk enige veroveringen maar deze raakte hij spoedig alweer kwijt. Na de nederlaag in de Slag bij Lihula op 8 augustus keerde Johan naar Zweden terug.
Johan stierf op het eiland Visingsö (gelegen in het Vättermeer) en werd in het klooster van Alvastra begraven. Hij bleef kinderloos. Ook was hij de laatste koning uit het Huis Sverker.

Erik VI · Olaf II · Anund Jacob · Emund · Stenkil · Erik VII · Erik VIII · Halsten · Haakon · Inge I · Sven · Erik Årsäll · Filips · Inge II · Ragnvald · Magnus · Sverker I · Erik IX · Karel VII · Knoet I · Sverker II · Erik X · Johan I · Erik XI · Knoet II · Waldemar I · Magnus I · Birger I · Magnus II · Albrecht · Margaretha · Erik XIII · Christoffel · Karel VIII · Christiaan I · Johan II · Christiaan II · Gustaaf I · Erik XIV · Johan III · Sigismund · Karel IX · Gustaaf II Adolf · Christina · Karel X Gustaaf · Karel XI · Karel XII · Ulrike Eleonora · Frederik · Adolf Frederik · Gustaaf III · Gustaaf IV Adolf · Karel XIII · Karel XIV Johan · Oscar I · Karel XV · Oscar II · Gustaaf V · Gustaaf VI Adolf · Carl Gustaf XVI